# Manfred Reuther
Manfred Reuther (* 1944) ist ein deutscher Kunsthistoriker. Er war 20 Jahre lang Direktor der Nolde Stiftung Seebüll.

## Leben
Nachdem Reuther in Düsseldorf, Marburg und Tübingen Kunst und Kunstgeschichte studiert hatte, wurde er 1972 wissenschaftlicher Assistent in der Nolde Stiftung Seebüll. Von 1992 bis zu seinem Ruhestand 2012 war er als Nachfolger von Martin Urban Direktor der Stiftung. Er gilt als anerkannter Experte und weltweit bester Kenner des Werks von Emil Nolde, den er international bekannt gemacht hat.
2009 wurde Reuther „in Anerkennung und Würdigung seiner herausragenden Verdienste um den Erhalt, die wissenschaftliche Begleitung und die weltweite Verbreitung des Werkes des Malers Emil Nolde“ die Ehrenprofessur des Landes Schleswig-Holstein verliehen.

## Bibliografie (Auswahl)
- Das Frühwerk Emil Noldes: vom Kunstgewerbler zum Künstler. DuMont, Köln 1985, ISBN 3-7701-1768-9.
- Manfred Reuther: Nolde, Emil (bis 1902 Hans Emil Hansen). In: Neue Deutsche Biographie (NDB). Band 19, Duncker & Humblot, Berlin 1999, ISBN 3-428-00200-8, S. 328–330 (Digitalisat).
- Manfred Reuther (Hrsg.): Emil Nolde – Die Südseereise 1913–1914. DuMont, Köln 2008, ISBN 978-3-8321-9083-5.
- Manfred Reuther (Hrsg.): Emil Nolde. „Ungemalte Bilder“/Emil Nolde. „Unpainted Pictures“. DuMont, Köln 2009, ISBN 978-3-8321-9234-1.